# Astoria (studio di registrazione)

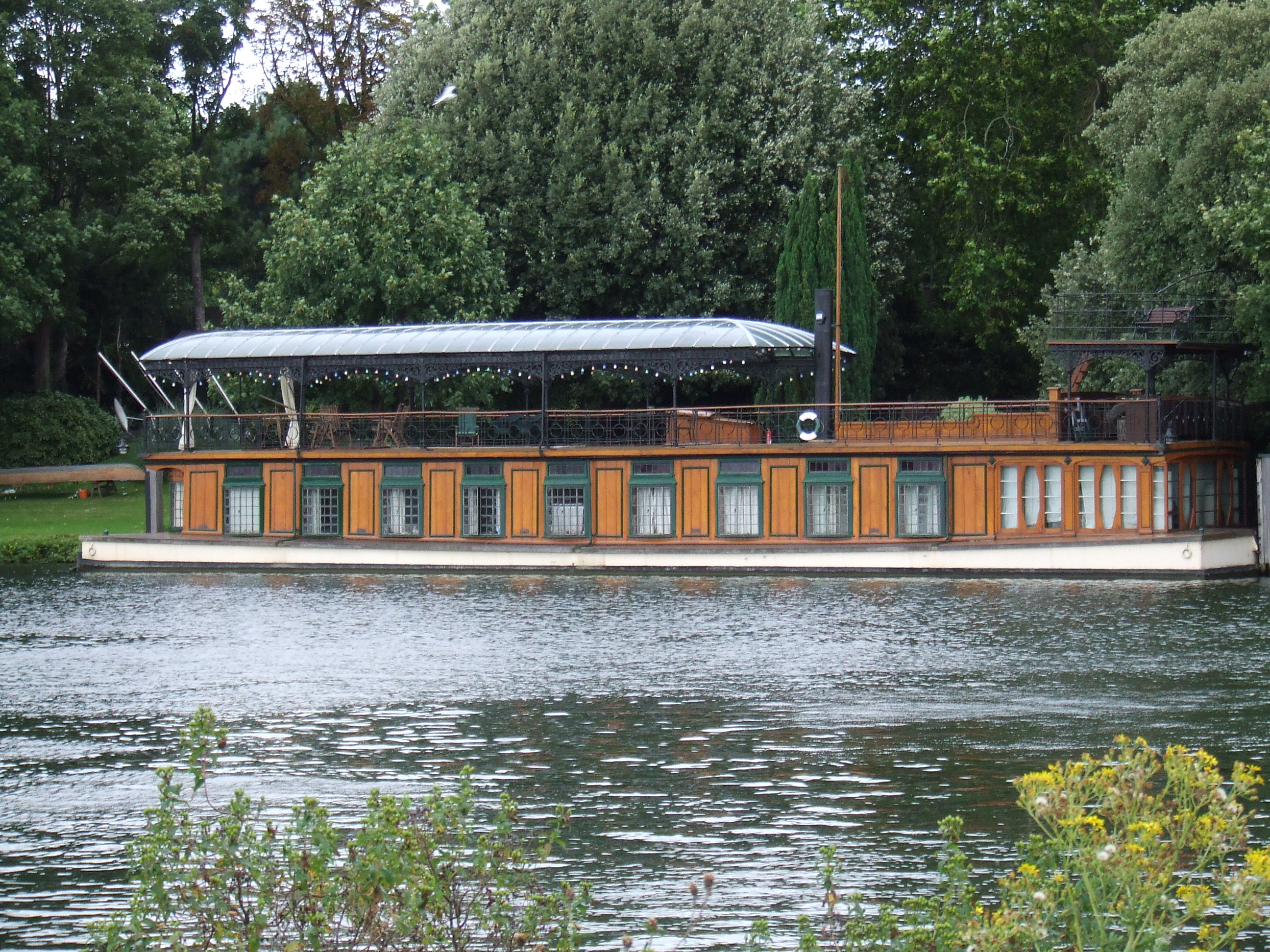
Astoria (Studio di registrazione), Studio di registrazione di David Gilmour.

Astoria è una casa galleggiante, costruita nel 1911 dall'impresario Fred Karno e trasformata in studio di registrazione da David Gilmour, chitarrista e voce dei Pink Floyd, che la acquistò nel 1986. È ancorata sul fiume Tamigi vicino ad Hampton Court, appena fuori Londra. Gilmour la comprò perché voleva uno studio con finestre in un ambiente tranquillo e confortevole, avendo passato metà della sua vita in studi di registrazione senza finestre né luce. È possibile vedere parte degli interni nel DVD Remember That Night: Live at the Royal Albert Hall.
In questo studio sono stati registrati tre album dei Pink Floyd, A Momentary Lapse of Reason, The Division Bell e The Endless River, oltre agli album solisti di Gilmour On an Island e Rattle That Lock. È stato inoltre usato per masterizzare i DVD live di Delicate Sound of Thunder, Pulse, Remember That Night: Live at the Royal Albert Hall e Live in Gdańsk.